# Machine Shop Recordings
Machine Shop Recordings – amerykańska wytwórnia płytowa założona w 2002 roku przez muzyków grupy muzycznej Linkin Park - Brada Delsona i Mike'a Shinodę. Specjalizuje się w promocji wykonawców muzyki rockowej i hip-hopowej. Firma ma na swoim koncie wydawnictwa takich artystów i zespołów, jak: Linkin Park, Styles of Beyond czy Skylar Grey. W 2009 roku z powodu niezgodności z koncernem Warner Bros. Records, działalność wytwórni została zawieszona, zaś w 2010 roku Mike Shinoda poinformował o jej wznowieniu i sugestii współpracy z wydawcą w Wielkiej Brytanii.